# Out of the Dark... Into the Light
Out of the Dark... Into the Light drugi je EP njemačkog thrash metal sastava Kreator. EP je objavljen u kolovozu 1988. godine, a objavila ga je diskografska kuća Noise Records. Snimke uživo snimljene su 1988. godine u Dynamo Club, Eindhoven, Nizozemska. Sve pjesme s EP-a bonus su materijal na re-izdanju trećeg studijskog albuma sastava Terrible Certainty.

## Popis pjesama
| 1. | »Impossible to Cure«                     | 2:41 |
| 2. | »Lambs to the Slaughter (obrada Ravena)« | 3:34 |

| Strana B | Strana B                        | Strana B | Strana B | Strana B | Strana B | Strana B | Strana B | Strana B | Strana B |
| Br.      | Skladba                         | Trajanje |          |          |          |          |          |          |          |
| -------- | ------------------------------- | -------- | -------- | -------- | -------- | -------- | -------- | -------- | -------- |
| 3.       | »Terrible Certainty« (uživo)    | 5:19     |          |          |          |          |          |          |          |
| 4.       | »Riot of Violence« (uživo)      | 5:49     |          |          |          |          |          |          |          |
| 5.       | »Awakening of the Gods« (uživo) | 7:13     |          |          |          |          |          |          |          |
| 24:36    |                                 |          |          |          |          |          |          |          |          |

## Zasluge
Kreator
- Mille Petrozza – gitara, vokali
- Tritze – gitara
- Roberto Fioretti – bas-gitara
- Ventor – bubnjevi

Ostalo osoblje
- Martin Becker – fotografija
- Phil Lawvere – omot albuma
- Harris Johns – produciranje, miksanje
- Buffo Schnädelbach – fotografija
- Manfred Eisenblatter – fotografija
- K. U. Walterbach – izvršni producent